# Хачатуров, Карен Ервандович
Карен Ервандович Хачатуров (укр. Карен Єрвандович Хачатуров; 14 марта 1960, Крымск, Краснодарский край — 29 ноября 2012, Фёдоровка, Николаевская область) — советский и украинский военнослужащий, капитан 1-го ранга. Командующий Западной военно-морской базой (2003—2012). Командовал кораблями МПК-116 и «Славутич».

## Биография
Родился 14 марта 1960 года в городе Крымск Краснодарского края.
Окончил Каспийское высшее военно-морское училище имени С. М. Кирова. Служил на советском флоте. Проходил службу в Севастополе и Новоозёрном. В 1992 году принял украинскую присягу. Являлся командиром корабля МПК-116 (позднее — «Хмельницкий»). В январе 1992 года подчинённый Алексей Комиссаров, помощник командира МПК-116, воспользовался нахождением Хачатурова вне корабля, возглавил часть экипажа не принявшего украинскую присягу и совершил несанкционированный переход корабля из Новоозёрного в Севастополь в знак протеста против «неопределенного статуса Черноморского флота».
С 1994 по 1997 годы командовал кораблём управления «Славутич».
В октябре 2003 года назначен начальником Западной военно-морской базы Украины, располагающейся в Одессе.
Погиб 29 ноября 2012 года погиб в автокатастрофе близ села Федоровка в Николаевской области, когда он и ещё трое подчинённых возвращались с совещания руководства ВМС в Севастополе. В результате столкновения с грузовой машиной все пассажиры ВАЗ-2107 скончались на месте. Прощание состоялось в одесском Доме офицеров. Похоронен в Одессе.

## Личная жизнь
Воспитывал двух сыновей, ставших моряками торгового флота.

## Награды и звания
- Знак отличия «Морская слава Украины» (2007)[6]